# Fuentepinilla
Fuentepinilla è un comune spagnolo di 141 abitanti situato nella comunità autonoma di Castiglia e León.